# Великое ограбление поезда (телефильм)
«Великое ограбление поезда» (англ. The Great Train Robbery) — британский телевизионный фильм в двух частях, вышедший в эфир 18 и 19 декабря 2013 года на канале «BBC One». Автор картины Крис Чибнелл рассказал историю великого ограбления поезда, произошедшего 8 августа 1963 года, в двух частях: «A Robber's Tale» и «A Copper's Tale» — первая с точки зрения грабителей, а вторая — с позиции полиции. Получилось так, что первая часть была показана по телевидению в тот день, когда умер Ронни Биггс.

## Производство

### Подготовка
Производство сериала «Великое ограбление поезда» было инициировано Беном Стивенсоном от «BBC Drama» и Дэнни Коэном от «BBC One». В число исполнительных продюсеров вошли Саймон Хит от «World Productions» и Полли Хилл от «BBC». Продюсером двух девяносто-минутных фильмов выступила Джулия Стэннард. Автором всех эпизодов выступил Крис Чибнелл, известный по созданию сценария к сериалу «Убийство на пляже».
Планировалось, что два фильма впервые выйдут в эфир в августе 2013 года, в 50-ю годовщину ограбления поезда, но премьера была перенесена на декабрь 2013 года из-за проблем с планом. Идея сериала была вдохновлена книгой «Signal Red» Роберта Райана.

### Съёмки
Съемки начались в Йоркшире в марте 2013 года, и прошли в различных частях сити-центра города Лидс, таких как «The Calls», Бриггейт, «Hyde Park Picture House» и сам Гайд-парк. В качестве места ограбления была выбрана железная дорога Кейгли и Уорт-Вэлли. Другие сцены были сняты в Брадфорде, Шипли, Хоэрте и Гуле. Сцены в убежище Рейнольдса были сняты в Фили, вместо Торки. Как было отмечено в статье «BBC», Йоркшир на тот момент являлся «наиболее экономически эффективной и реальной альтернативой» настоящему месту преступления. В общей сложности весь процесс съёмок занял всего пять недель.

## Прокат

### Телевидение
Первая серия вышла 18 декабря 2013 года на канале «BBC One», а вторая — 19 декабря.

### Зрительские рейтинги
Данные собранные ночью показали, что первый эпизод посмотрели 23,2% зрительской аудитории, что составило около 5 230 000 человек. Второй эпизод собрал 23,1% аудитории и 4 950 000 зрителей.

### Выход на DVD
Два фильма были выпущены на DVD-дисках компанией «Acorn Media UK» и поступили в реализацию 6 января 2014 года.

### Международный показ
В России первый эпизод вышел в эфир Первого канала в рамках программы «Городские пижоны» 7 декабря 2014 года, а второй вышел 14 декабря.

## Эпизоды
| Сезон | Сезон | Кол-во эпизодов | Дата выхода     | Дата выхода     | Релиз на DVD и Blu-ray | Релиз на DVD и Blu-ray | Релиз на DVD и Blu-ray |
| Сезон | Сезон | Кол-во эпизодов | Премьера        | Финал           | Регион 1               | Регион 2               | Регион 3               |
| ----- | ----- | --------------- | --------------- | --------------- | ---------------------- | ---------------------- | ---------------------- |
|       | 1     | 2               | 18 декабря 2013 | 19 декабря 2013 | TBA                    | 6 января 2014          | TBA                    |

#### Первый сезон
| № | № | Название                              | Режиссёр         | Сценарист    | Дата показа в Великобритании | Зрители Великобритании (миллионы) |
| --- | - | ------------------------------------- | ---------------- | ------------ | ---------------------------- | --------------------------------- |
| 1 | 1 | «A Robber's Tale» «История грабителя» | Джулиан Джарольд | Крис Чибнелл | 18 декабря 2013              | 6.35                              |
| Первая часть под названием «A Robber's Tale» охватывает период времени с ноября 1962 года до самого Великого ограбления поезда, произошедшего 8 августа 1963 года, рассказывая о всей последовательности событий, включая разработку, планирование, репетирование и совершение преступления. Начало всему этому было положено Брюсом Рейнольдсом (Люк Эванс), собравшим группу людей для целенаправленного ограбления поезда «Royal Mail» на перегоне между Глазго и Лондоном, и натренировавшим её нападением на аэропорт Хитроу.                                                                      |   |                                       |                  |              |                              |                                   |
| 2 | 2 | «A Copper's Tale» «Рассказ сыщика»    | Джеймс Стронг    | Крис Чибнелл | 19 декабря 2013              | 5.99                              |
| Вторая часть фильма под названием «A Copper's Tale» рассказывает об одном из крупнейших расследований послевоенного времени, начавшимся ранним утром 8 августа 1963 года, сразу после ограбления поезда, и проводившемся под давлением прессы и общественности. За дело взялся Томми Батлер (Джим Бродбент) и его команда из шести умных и не похожих друг на друга офицеров полиции Скотланд-Ярда, чьи методы и мнения сильно различаются. Перед ними встаёт несколько задач: установить личности всех грабителей и отправить их в тюрьму до того, как они покинут страну, и параллельно найти деньги. |   |                                       |                  |              |                              |                                   |

## В ролях

### Банда
| Актёр           | Роль            |
| --------------- | --------------- |
| Люк Эванс       | Брюс Рейнольдс  |
| Нил Мэскелл     | Бастер Эдвардс  |
| Мартин Компстон | Рой Джеймс      |
| Пол Андерсон    | Гордон Гуди     |
| Николас Мёрчи   | Роджер Гордерей |
| Джек Рот        | Чарли Уилсон    |
| Дел Синнотт     | Брайан Филд     |
| Джек Гордон     | Ронни Биггс     |
| Джеймс Уилби    | Джон Уитер      |

### Полиция
| Актёр            | Роль             |
| ---------------- | ---------------- |
| Джим Бродбент    | Томми Батлер     |
| Роберт Гленистер | Фрэнк Уильямс    |
| Ник Моран        | Джек Слиппер     |
| Тим Риготт-Смит  | Морис Рэй        |
| Джеймс Фокс      | Генри Брук       |
| Ричард Хоуп      | Малколм Фэутрелл |
| Джон Сэлтхаус    | Сид Брэдбери     |

## Критика
Сценарий был очень хорош, и было видно, что Крис проделал колоссальную работу по изучению этого исторического события. И я сразу почувствовал, насколько хорошо прописаны персонажи, их дружеские взаимоотношения. Еще сказалось то, что я никогда не работал для телевидения, так что это был шанс для меня расширить мою аудиторию, снимаясь для BBC в настолько качественном проекте... Мой герой Брюс был довольно харизматичным человеком, очень влиятельным, с чувством стиля. Он все время носил очки и был однолюбом... В его образе удалось восстановить много деталей, и мне кажется, что он был весьма интересным человеком, пусть и преступником. Он был очень успешен на своем криминальном поприще, так что информации для изучения было полно.
Люк Эванс о фильме и своей роли
Мой герой, Томми Батлер, не стал фигурой национального значения. Он возглавлял расследование, хотя совсем этого не хотел. Томми уже давно пора на пенсию, но он спокойно и тщательно изучает улики, чтобы достойно завершить свою карьеру.
Джим Бродбент о своём персонаже
«Великое ограбление поезда» вызвало неоднозначную реакцию. Журналист «Metro» Кейт Уотсон дал фильму две звезды из пяти (), заметив то, что при просмотре эпизода «A Robber's Tale» хотел увидеть большего развития сюжета с членами банды. Том Роули из «The Daily Telegraph» поставил четыре звезды из пяти (), сказал, что хоть Крис Чибнелл грамотно подошёл к деталям, он создал какой-то «романтический миф», и «было бы интереснее с большим рассмотрением членов банды, но акцент был сделан на гайках и болтах преступления, и индивидуальные мотивы стали не более чем картонными вырезами». Сам Уолластон из «The Guardian» говоря о первом эпизоде заявил, что «сериал превосходно показывает психологические законы выживания в банде. Там люди борются за власть, сталкиваются с недоверием, паранойей, скукой, верностью и товариществом. Без юмора, конечно, тоже не обошлось». В то же время, корреспонденты «Cheshire Today» отметили, что «BBC» подверглась валу критики за прославление преступников.
Иэн Д. Хэлл из «Liverpool Sound and Vision отметил, что «великое ограбление поезда является одним из тех моментов британской истории, в котором можно увидеть последовавшее за ним изменение в том, как общество посмотрело на себя, после того как две большие стороны по разные стороны закона столкнулись с друг другом и пришли к осознанию растущего чувства несправедливости в обществе, которому "никогда не было так хорошо"», и вследствие этого, «у любой истории, даже у правдивой, есть две стороны, и сценарист Крис Чибнелл очень удачно отражает эту мысль». Никки Де Граэве из «Entartainment Outlook» особо выделил «очень сильную работу всего актёрского ансамбля, и особенно харизматичного Люка Эванса».
Роб Смидли из «Cultbox» после просмотра первого эпизода сказал, что «сценарий Чибнелла не хвалит и не критикует банду, а в основном предоставляет нам право посмотреть на обе стороны этой истории и сделать собственные выводы», а после второго — отметил, что «когда если не сейчас классифицировать Джима Бродбента как национальное достояние?», потому что «Бродбент, как всегда, выступает в кино как праздничный торт на вечеринке — его вид одновременно волнует и вселяет уверенность в том, что все будет хорошо», и отметив, что Чибнеллу «удалось воспроизвести историческое преступление и сделать его захватывающим зрелищем без излишнего восхваления героев или морализаторства».

## Награды и номинации
В 2014 году «Большое ограбление поезда» получило номинацию на премию «British Academy Television Awards».
| Награда                                    | Категория                   | Номинант  | Результат |
| ------------------------------------------ | --------------------------- | --------- | --------- |
| British Academy Television Awards—2014     | Лучший мини-сериал          | Фильм     | Номинация |
| Телевизионный фестиваль в Монте-Карло—2014 | Лучший актёр в мини-сериале | Люк Эванс | Номинация |